# Erasmus Bernhard van Dulmen Krumpelman

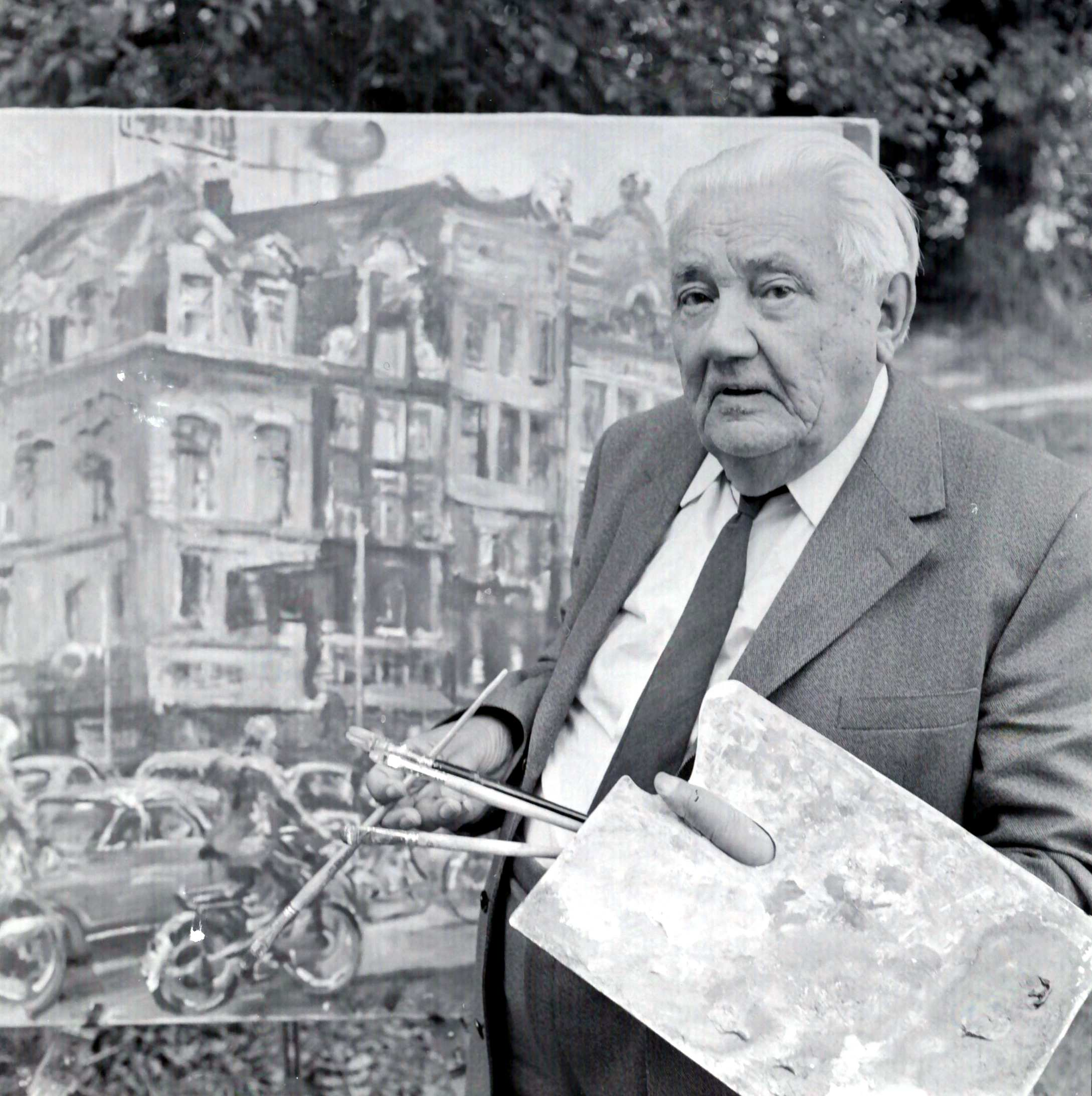
Portret van Erasmus Van Dulmen Krumpelman, 1975

Erasmus Bernhard van Dulmen Krumpelman, ook Erasmus Bernhard von Dülmen Krumpelman(n) (Bad Kreuznach, 25 augustus 1897 - Zeegse, 21 juni 1987) was een kunstschilder.

## Leven en werk
Van Dulmen was een zoon van gepensioneerd wiskundeleraar en amateurtekenaar Erasmus Bernardus van Dulmen Krumpelman en Elisabeth Adam. Zijn ouders hadden elkaar in Kreuznach leren kennen. Kort na zijn geboorte verhuisde het gezin naar Amsterdam. Na drie jaar op het Barlaeus Gymnasium stapte hij over naar een particuliere tekenopleiding aan de Hendrik de Keyserschool, waar hij na een jaar werd weggestuurd wegens verzuim. Overdag en 's avond maakte hij al vaak tekeningen en aquarellen rond de Zeedijk en Jordaan. In 1914 behaalde hij nog wel het staatsexamen handtekenen, de akte LO handtekenen, aan de Rijksnormaalschool voor Teekenonderwijzers.
Op voorspraak van politieke tekenaar Johan Braakensiek kreeg hij zijn eerste illustratie-opdrachten en kwam hij verder in contact met kunstenaars August Allebé, George Breitner en Willem Witsen, die hem hielpen zijn stijl te ontwikkelen. Hij schilderde met name in een impressionistische stijl. In 1918 werd hij lid van Arti et Amicitiae en exposeerde geregeld op ledententoonstellingen. 
Na zijn huwelijk in 1921 vestigde hij zich in Drenthe. Hij kwam daar in aanraking met schilders van Groninger kunstkring De Ploeg, waarna zijn schilderstijl losser en kleuriger werd. Hij schilderde en tekende onder meer landschappen, stadsgezichten, circustaferelen en portretten (waaronder het portret van hoogleraar Adrianus van Veldhuizen voor de Groninger Universiteit). Hij ontwierp in 1920 voor Brusse in Rotterdam het omslag voor het boek 25 jaar onder de menschen.
Hij was in 1946 mede-oprichter van De Drentse Schilders, een kunstenaarsvereniging die tot 1953 heeft bestaan. Hij was daarna samen met onder andere zijn zoon Erasmus Herman en Evert Musch mede-oprichter van het Drents Schildersgenootschap (1954). Hij won in 1958 de Culturele prijs van Drenthe. In 1984 organiseerde het Drents Museum een overzichtstentoonstelling van zijn werk. 
In de voormalige Vredenrustschool te Veendam waren twee wandschilderingen uit 1958 van zijn hand te zien. Na de afbraak van deze school is in de entreehal van het stadhuis de wandschildering over de geschiedenis van Veendam geplaatst en in de nieuwe school Noorderbreedte een wandschildering met spelende kinderen.